# Wenaiwika
Els wenaiwika, tsáse nái, enaguas o piapoco són un poble indígena que habita en diferents localitats entre el riu Meta i el riu Guaviare, en els departaments colombians de Meta i Vichada i en les riberes del riu Orinoco, en l'estat veneçolà de Amazones. Són més de quatre mil persones. Els seus veïns Sikuani els criden Deja. També se'ls coneix com Yapaco, Cuipoco, Cumanaica, Wenéiwika'.

## Origen
D'acord amb els seus relats, provenen de la conca del riu Negre, des d'on van migrar a través del riu Vaupés, per a després travessar el riu Guaviare i arribar fins al territori que actualment habiten. Pertanyien a un sib de la fratría Hohódene dels kurripacos que ocupava el les riberes del Isana i va emigrar des de l'Isana utilitzant rutes fluvials i terrestres, pel Vaupés fins a l'alt Guaviare, els Llanos i alt Orinoco.

## Economia
La seva economia articula la agricultura amb la pesca i la caça. Conreen la iuca amarga, blat de moro, fríjol, nyam, ocumos, moniato, chontaduro, pinya, ají, marañón, plàtan, arròs i canya de sucre. El processament de la iuca amarga és una labor destacada en la vida de les dones, que obtenen el midó per a fabricar "casabe" (truita) i "fariña" (farina torrada) i el suc espremut, per a cuinar-lo com "mingao", una beguda típica.
Les dones practiquen terrisseria. Fabriquen el púali o "budare" una gran paella per a rostir el midó de iuca. També olles i tasses de fang per a la venda. El dia que modelen el "budare", les terrissaires no han de banyar-se ni beure aigua, perquè l'objecte fabricat no es deformi ni es faci fallida. Homes i dones produeixen hamacas de fibres de la palma cumare, part de les quals usen i altres molt fines i belles, són venudes. Unes altres artesanias que produeixen són les canastres, en primer lloc el mapíri per a guardar la "fariña".
L'arc i la fletxa s'usen tant per a la cacera com per a la pesca, que són especialment importants durant l'estiu. Crien gallina, porc i bestiar boví.

## Organització social
Originalment són una "fratria" conformada per clans patrilineals exogàmics. Les principals autoritats són els sogres (pares de l'esposa) entorn dels quals es conformen les famílies extenses i les unitats residencials. Actualment a més de respectar l'exogàmia dins de cada llinatge, cada unitat residencial o localitat és exógama i a més de mantenir-se relacions matrimonials entre elles, s'han establert aliances d'intercanvi matrimonial amb els Sikuanis, els Kurripakos, els Saliba i els achagua, de manera que han arribat a una visió del sistema de clans que podria considerar-se per sobre la pertinença ètnica. Les comunitats viuen en resguards indígenes la propietat col·lectiva dels quals és reconeguda per l'estat i que generalment comparteixen amb comunitats amb les quals han establert enllaços matrimonials.

## Cosmologia
Furna Minali o Kuwai va fer habitable aquest món en derrotar a Kemeine una anaconda caníbal, a la qual va enviar a l'espai i va convertir en la Via Làctia. També Kuwai va organitzar la societat humana i va donar a cada poble el seu idioma. Tant un home com una dona de major edat pot ser reconegut com xaman, després d'haver estudiat per a això i passar per diverses experiències, entre elles períodes de dejuni. Un ritual molt important és la iniciació femenina o "rés del peix".